# María Auxiliadora Delgado (Uruguay)
María Auxiliadora Delgado San Martín (Montevideo, 11 de marzo de 1937-Ib., 31 de julio de 2019) fue una activista católica uruguaya y la esposa del presidente Tabaré Vázquez, quien ejerció como primera dama de 2005 a 2010, y de 2015 a 2019.

## Biografía
Nació en el barrio La Teja de Montevideo y era la menor de once hermanos. Perdió a su padre a los tres años de vida y las tres hermanas mayores de la familia sacaron adelante a sus hermanos y a su madre. Vivía muy cerca de quien sería su esposo, Tabaré Vázquez, el primer presidente de izquierda en Uruguay (2005-2010).
Trabajó en la Caja de Jubilaciones y Pensiones de Profesionales Universitarios, en la sección Trámites y Expedientes, hasta que se jubiló en 1992 con el cargo de jefa de departamento. Ya por esa época su esposo era Intendente de Montevideo.
Como católica, colaboró con distintas parroquias y familias que lo necesitaban. Sus vecinos la describían como una mujer sencilla, dedicada a las tareas del hogar.
Con el presidente Tabaré Vázquez se conocieron en una kermés del colegio salesiano del barrio La Teja. Juntos tuvieron cuatro hijos —uno de ellos adoptivo— y once nietos.
Siendo esposa del presidente se mostró poco en eventos públicos y raramente brindó entrevistas a la prensa. La principal actividad oficial delegada por el presidente Tabaré Vázquez fue la de representarlo en las exequias del papa Juan Pablo II en abril de 2005, adonde concurrió acompañada de su hijo Álvaro.
El 31 de julio de 2019 sufrió un accidente cerebrovascular que desencadenó en un paro cardíaco, y posteriormente su fallecimiento. Sus restos yacen junto a los de su esposo -fallecido un año después- en el cementerio de La Teja.

## Programa de Salud Bucal
Presidió la Comisión Honoraria de Salud Bucal Escolar que asesora desde 2005 a la Presidencia. Esta Comisión lleva adelante el Programa Nacional de Salud Bucal, que abarca, por un lado, aspectos preventivos y asistenciales y, por otro, aspectos promocionales y educativos. 
El programa se desarrolla básicamente en escuelas estatales de diferentes características en todo el país, especialmente en aquellas donde concurren niños con necesidades básicas insatisfechas. El componente promocional y educativo es el Programa Nacional para la Promoción de la Salud Bucal Escolar, desarrollado en conjunto con la Administración Nacional de Educación Pública.